# Stade Maître Babacar Sèye
Le stade Maître Babacar Sèye est un stade de football situé à Saint-Louis, au Sénégal.
Le stade a un capacité de 6 000 places. Prévu pour des travaux de reconstruction, c'était l'enceinte du club ASC Linguère.

## Historique
Le stade Maître Babacar Sèye auparavant appelé stade Wiltord de Saint-Louis est un stade de football qui sert au matchs de championnat du Sénégal de football.
Le nom du stade fait référence à Maître Babacar Sèye ancien avocat et homme politique sénégalais.

## Caractéristiques
Le stade maître Babacar Sèye à une capacité de 6 000 places. Il est doté d'une pelouse synthétique. Le stade n'a pas de piste d'athlétisme. Il est uniquement réservé au football. Le mouvement navetane y pratique ses activités.
Le stade Maître Babacar Sèye est aujourd'hui dans un état de délabrement avancé avec le dépôt d'ordures aux alentours et à l'intérieur du stade, une pelouse impraticable et l'effondrement de tribunes,.
Le stade a fermé ses portes depuis 2011. Actuellement, les clubs de football de Saint-Louis n'utilisent que le Stade Mawade Wade.

## Construction
Des travaux de reconstruction du stade Maître Babacar Sèye pour un coût de 18 milliards de francs CFA ont été prévus par l'État du Sénégal depuis 2021 pour faire de ce stade une infrastructure de dernière génération.
Mais jusqu'à présent, l'État du Sénégal tarde à concrétiser la réalisation de ce projet de modernisation du stade Maître Babacar Sèye avec la division entre Saint-Louisiens pour un un éventuel délocalisation du stade dans son emplacement actuel.